# Malyj Ljachovskijön

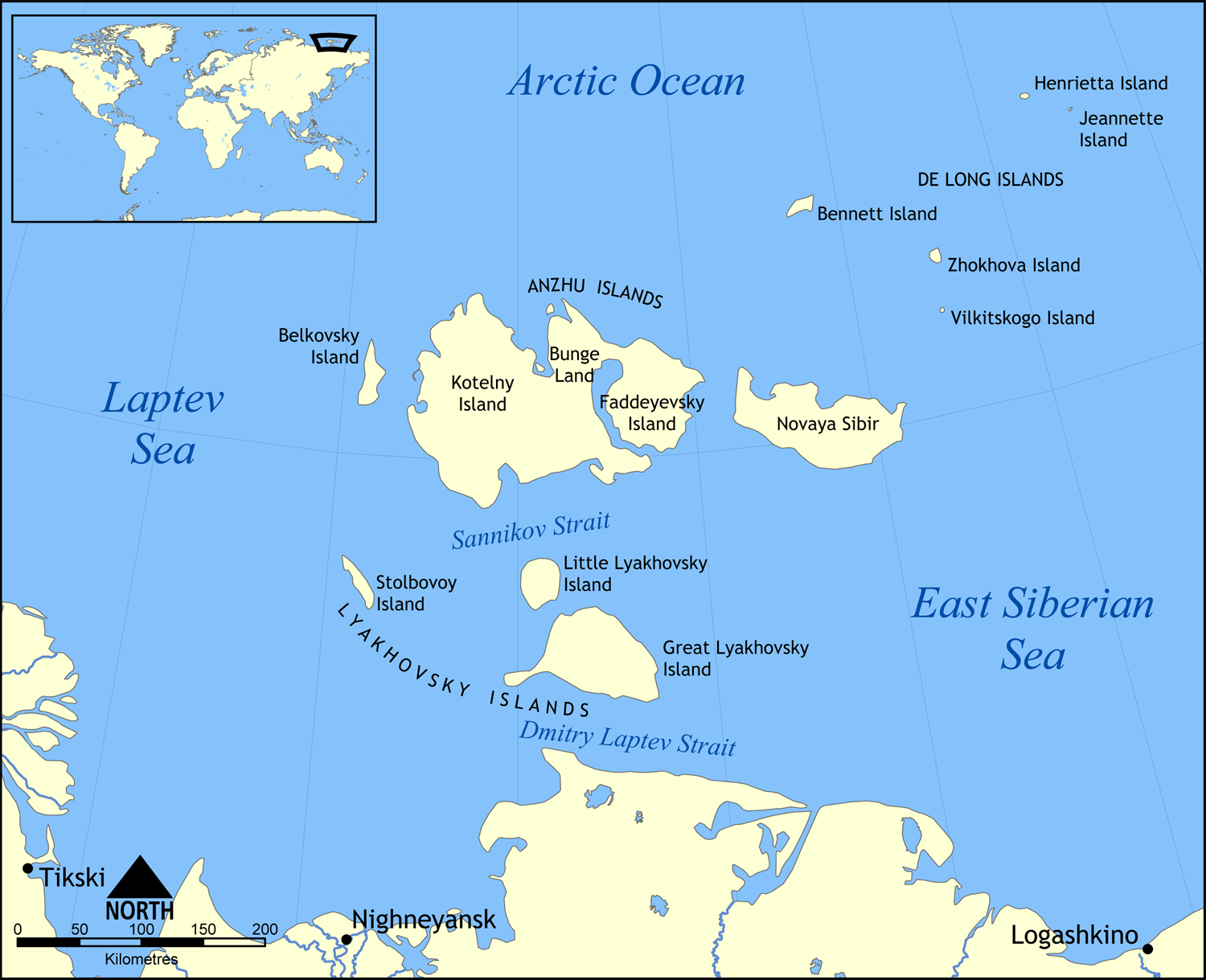
Områdeskarta

Malyj Ljachovskijön (ryska: Малый Ляховский, Malyj Ljachovskij, "Lilla Ljachovskijön") är en ö i ögruppen Ljachovskijöarna i Norra ishavet och tillhör Ryssland.

## Geografi
Malyj Ljachovskijön ligger cirka 4 400 km nordöst om Moskva utanför Sibiriens nordöstra kust mellan Laptevhavet i väst och Östsibiriska havet i öst som den nordligaste ön i ögruppen. 
Det obebodda ön har en areal om cirka 1 325 km². Den högsta höjden är på cirka 43 m ö.h.
Öns vegetation består av låga växter då den ligger inom tundran. Det cirka 50 km breda Proliv Sannikova (Sannikovsundet) skiljer ön från ögruppen Anzjus öar.
Förvaltningsmässigt ingår området i den ryska delrepubliken Sacha.

## Historia
1712 besöktes Malyj Ljachovskijön av en grupp kosacker under ledning av Jakov Permjakov och Merkurij Vagin.
1773 utforskades ön av ryske pälshandlaren Ivan Ljachov som då namngav den efter sig själv.
Åren 1885 till 1886 och 1893 samt 1900-1902 genomförde balttyske upptäcktsresande Eduard Toll och Alexander Bunge i rysk tjänst en forskningsresa till området.